# Juri Leonidowitsch Breschnew

Juri Breschnew im Kindesalter 1942 in Alma-Ata mit seiner älteren Schwester Galina

Juri Leonidowitsch Breschnew (russisch Юрий Леонидович Брежнев, * 31. März 1933 in Dniprodserschynsk; † 3. August 2013 in Moskau) war ein sowjetischer Akademiker und Politiker.

## Leben und Wirken
Juri Breschnew war der Sohn von Leonid Breschnew (1906–1982) und Wiktorija Denissowa (1907–1995). Seine Schwester war Galina Breschnewa (1929–1998).
Juri Breschnew war an der Diplomatischen Akademie des Außenministeriums der Sowjetunion tätig und später Erster stellvertretender Außenhandelsminister der Sowjetunion. Er hatte einen Sitz im ZK der KPdSU.
Nach der Auflösung der Sowjetunion im Dezember 1991 war er nicht mehr politisch aktiv und ging in den Ruhestand. Er lehnte danach mehrere Angebote ab, mit der russischen Regierung zusammenzuarbeiten. Mitte der 1990er-Jahre saß er wegen angeblicher Unterschlagungen und Korruptionsvorwürfen kurzzeitig in Untersuchungshaft, dabei wurde auch sein gesamtes Sparguthaben beschlagnahmt.
Juri Breschnew hatte zwei Söhne und war mit Ljudmila Wladimirowna verheiratet, die im Jahr 2012 starb.
Sein Sohn Andrei Breschnew (15. März 1961–10. Juli 2018) startete Ende der 1990er-Jahre die Allrussische Kommunistische Bewegung, deren Generalsekretär er bis zum Jahr 2004 blieb. Danach war er ein etabliertes Mitglied der Kommunistischen Partei der Russischen Föderation (KPRF).